# Магонінг Тауншип (округ Монтур, Пенсільванія)
Магонінг Тауншип (англ. Mahoning Township) — селище (англ. township) в США, в окрузі Монтур штату Пенсільванія. Населення — 4559 осіб (2020).

## Демографія
Згідно з переписом 2010 року, у селищі мешкала 4171 особа в 1582 домогосподарствах у складі 968 родин. Було 1715 помешкань
Расовий склад населення:
| - 91,3 % — білих - 4,0 % — азіатів - 3,5 % — чорних або афроамериканців |

До двох чи більше рас належало 0,7 %. Частка іспаномовних становила 2,4 % від усіх жителів.
За віковим діапазоном населення розподілялося таким чином: 17,8 % — особи молодші 18 років, 54,2 % — особи у віці 18—64 років, 28,0 % — особи у віці 65 років та старші. Медіана віку мешканця становила 50,2 року. На 100 осіб жіночої статі у селищі припадало 80,4 чоловіків;  на 100 жінок у віці від 18 років та старших — 75,7 чоловіків також старших 18 років.
Середній дохід на одне домашнє господарство  становив 98 609 доларів США (медіана — 62 407), а середній дохід на одну сім'ю — 122 309 доларів (медіана — 80 636). Медіана доходів становила 62 750 доларів для чоловіків та 51 688 доларів для жінок. За межею бідності перебувало 8,2 % осіб, у тому числі 6,3 % дітей у віці до 18 років та 2,6 % осіб у віці 65 років та старших.
Цивільне працевлаштоване населення становило 1567 осіб. Основні галузі зайнятості: освіта, охорона здоров'я та соціальна допомога — 54,5 %, виробництво — 10,4 %, роздрібна торгівля — 7,4 %, науковці, спеціалісти, менеджери — 6,6 %.